# Радзилув
Радзилув (пол. Radziłów; устар. Радзилово) — деревня в Польше, входит в состав Граевского повета Подляского воеводства. Административный центр гмины Радзилув. Находится примерно в 26 км к югу от города Граево. По данным переписи 2011 года, в деревне проживало 1136 человек.
Деревня находится на региональной автодороге 668. Есть католический костёл (1977—1985).

## История
В конце XIX века Радзилово было посадом Щучинского уезда Ломжинской губернии. В 1856 году насчитывалось 836 христиан и 627 евреев. По переписи 1897 года было 2019 жителей, из них 891 еврей. Основным занятием жителей было земледелие.